# Каисса (программа)
|   | a | b | c | d | e | f | g | h |   |
| - | --- | --- | --- | --- | --- | --- | --- | --- | - |
| 8 | a8 белый ферзь · g8 чёрный король · e7 чёрная ладья · f7 чёрная пешка · h7 чёрная пешка · b6 чёрная пешка · d6 чёрный ферзь · f6 чёрный слон · g6 чёрная пешка · b5 белый слон · d5 чёрный конь · d4 белая пешка · e4 чёрная пешка · g4 белая пешка · e3 белый слон · h3 белая пешка · a2 белая пешка · b2 белая пешка · f2 белая пешка · c1 белая ладья · g1 белый король | a8 белый ферзь · g8 чёрный король · e7 чёрная ладья · f7 чёрная пешка · h7 чёрная пешка · b6 чёрная пешка · d6 чёрный ферзь · f6 чёрный слон · g6 чёрная пешка · b5 белый слон · d5 чёрный конь · d4 белая пешка · e4 чёрная пешка · g4 белая пешка · e3 белый слон · h3 белая пешка · a2 белая пешка · b2 белая пешка · f2 белая пешка · c1 белая ладья · g1 белый король | a8 белый ферзь · g8 чёрный король · e7 чёрная ладья · f7 чёрная пешка · h7 чёрная пешка · b6 чёрная пешка · d6 чёрный ферзь · f6 чёрный слон · g6 чёрная пешка · b5 белый слон · d5 чёрный конь · d4 белая пешка · e4 чёрная пешка · g4 белая пешка · e3 белый слон · h3 белая пешка · a2 белая пешка · b2 белая пешка · f2 белая пешка · c1 белая ладья · g1 белый король | a8 белый ферзь · g8 чёрный король · e7 чёрная ладья · f7 чёрная пешка · h7 чёрная пешка · b6 чёрная пешка · d6 чёрный ферзь · f6 чёрный слон · g6 чёрная пешка · b5 белый слон · d5 чёрный конь · d4 белая пешка · e4 чёрная пешка · g4 белая пешка · e3 белый слон · h3 белая пешка · a2 белая пешка · b2 белая пешка · f2 белая пешка · c1 белая ладья · g1 белый король | a8 белый ферзь · g8 чёрный король · e7 чёрная ладья · f7 чёрная пешка · h7 чёрная пешка · b6 чёрная пешка · d6 чёрный ферзь · f6 чёрный слон · g6 чёрная пешка · b5 белый слон · d5 чёрный конь · d4 белая пешка · e4 чёрная пешка · g4 белая пешка · e3 белый слон · h3 белая пешка · a2 белая пешка · b2 белая пешка · f2 белая пешка · c1 белая ладья · g1 белый король | a8 белый ферзь · g8 чёрный король · e7 чёрная ладья · f7 чёрная пешка · h7 чёрная пешка · b6 чёрная пешка · d6 чёрный ферзь · f6 чёрный слон · g6 чёрная пешка · b5 белый слон · d5 чёрный конь · d4 белая пешка · e4 чёрная пешка · g4 белая пешка · e3 белый слон · h3 белая пешка · a2 белая пешка · b2 белая пешка · f2 белая пешка · c1 белая ладья · g1 белый король | a8 белый ферзь · g8 чёрный король · e7 чёрная ладья · f7 чёрная пешка · h7 чёрная пешка · b6 чёрная пешка · d6 чёрный ферзь · f6 чёрный слон · g6 чёрная пешка · b5 белый слон · d5 чёрный конь · d4 белая пешка · e4 чёрная пешка · g4 белая пешка · e3 белый слон · h3 белая пешка · a2 белая пешка · b2 белая пешка · f2 белая пешка · c1 белая ладья · g1 белый король | a8 белый ферзь · g8 чёрный король · e7 чёрная ладья · f7 чёрная пешка · h7 чёрная пешка · b6 чёрная пешка · d6 чёрный ферзь · f6 чёрный слон · g6 чёрная пешка · b5 белый слон · d5 чёрный конь · d4 белая пешка · e4 чёрная пешка · g4 белая пешка · e3 белый слон · h3 белая пешка · a2 белая пешка · b2 белая пешка · f2 белая пешка · c1 белая ладья · g1 белый король | 8 |
| 7 | a8 белый ферзь · g8 чёрный король · e7 чёрная ладья · f7 чёрная пешка · h7 чёрная пешка · b6 чёрная пешка · d6 чёрный ферзь · f6 чёрный слон · g6 чёрная пешка · b5 белый слон · d5 чёрный конь · d4 белая пешка · e4 чёрная пешка · g4 белая пешка · e3 белый слон · h3 белая пешка · a2 белая пешка · b2 белая пешка · f2 белая пешка · c1 белая ладья · g1 белый король | a8 белый ферзь · g8 чёрный король · e7 чёрная ладья · f7 чёрная пешка · h7 чёрная пешка · b6 чёрная пешка · d6 чёрный ферзь · f6 чёрный слон · g6 чёрная пешка · b5 белый слон · d5 чёрный конь · d4 белая пешка · e4 чёрная пешка · g4 белая пешка · e3 белый слон · h3 белая пешка · a2 белая пешка · b2 белая пешка · f2 белая пешка · c1 белая ладья · g1 белый король | a8 белый ферзь · g8 чёрный король · e7 чёрная ладья · f7 чёрная пешка · h7 чёрная пешка · b6 чёрная пешка · d6 чёрный ферзь · f6 чёрный слон · g6 чёрная пешка · b5 белый слон · d5 чёрный конь · d4 белая пешка · e4 чёрная пешка · g4 белая пешка · e3 белый слон · h3 белая пешка · a2 белая пешка · b2 белая пешка · f2 белая пешка · c1 белая ладья · g1 белый король | a8 белый ферзь · g8 чёрный король · e7 чёрная ладья · f7 чёрная пешка · h7 чёрная пешка · b6 чёрная пешка · d6 чёрный ферзь · f6 чёрный слон · g6 чёрная пешка · b5 белый слон · d5 чёрный конь · d4 белая пешка · e4 чёрная пешка · g4 белая пешка · e3 белый слон · h3 белая пешка · a2 белая пешка · b2 белая пешка · f2 белая пешка · c1 белая ладья · g1 белый король | a8 белый ферзь · g8 чёрный король · e7 чёрная ладья · f7 чёрная пешка · h7 чёрная пешка · b6 чёрная пешка · d6 чёрный ферзь · f6 чёрный слон · g6 чёрная пешка · b5 белый слон · d5 чёрный конь · d4 белая пешка · e4 чёрная пешка · g4 белая пешка · e3 белый слон · h3 белая пешка · a2 белая пешка · b2 белая пешка · f2 белая пешка · c1 белая ладья · g1 белый король | a8 белый ферзь · g8 чёрный король · e7 чёрная ладья · f7 чёрная пешка · h7 чёрная пешка · b6 чёрная пешка · d6 чёрный ферзь · f6 чёрный слон · g6 чёрная пешка · b5 белый слон · d5 чёрный конь · d4 белая пешка · e4 чёрная пешка · g4 белая пешка · e3 белый слон · h3 белая пешка · a2 белая пешка · b2 белая пешка · f2 белая пешка · c1 белая ладья · g1 белый король | a8 белый ферзь · g8 чёрный король · e7 чёрная ладья · f7 чёрная пешка · h7 чёрная пешка · b6 чёрная пешка · d6 чёрный ферзь · f6 чёрный слон · g6 чёрная пешка · b5 белый слон · d5 чёрный конь · d4 белая пешка · e4 чёрная пешка · g4 белая пешка · e3 белый слон · h3 белая пешка · a2 белая пешка · b2 белая пешка · f2 белая пешка · c1 белая ладья · g1 белый король | a8 белый ферзь · g8 чёрный король · e7 чёрная ладья · f7 чёрная пешка · h7 чёрная пешка · b6 чёрная пешка · d6 чёрный ферзь · f6 чёрный слон · g6 чёрная пешка · b5 белый слон · d5 чёрный конь · d4 белая пешка · e4 чёрная пешка · g4 белая пешка · e3 белый слон · h3 белая пешка · a2 белая пешка · b2 белая пешка · f2 белая пешка · c1 белая ладья · g1 белый король | 7 |
| 6 | a8 белый ферзь · g8 чёрный король · e7 чёрная ладья · f7 чёрная пешка · h7 чёрная пешка · b6 чёрная пешка · d6 чёрный ферзь · f6 чёрный слон · g6 чёрная пешка · b5 белый слон · d5 чёрный конь · d4 белая пешка · e4 чёрная пешка · g4 белая пешка · e3 белый слон · h3 белая пешка · a2 белая пешка · b2 белая пешка · f2 белая пешка · c1 белая ладья · g1 белый король | a8 белый ферзь · g8 чёрный король · e7 чёрная ладья · f7 чёрная пешка · h7 чёрная пешка · b6 чёрная пешка · d6 чёрный ферзь · f6 чёрный слон · g6 чёрная пешка · b5 белый слон · d5 чёрный конь · d4 белая пешка · e4 чёрная пешка · g4 белая пешка · e3 белый слон · h3 белая пешка · a2 белая пешка · b2 белая пешка · f2 белая пешка · c1 белая ладья · g1 белый король | a8 белый ферзь · g8 чёрный король · e7 чёрная ладья · f7 чёрная пешка · h7 чёрная пешка · b6 чёрная пешка · d6 чёрный ферзь · f6 чёрный слон · g6 чёрная пешка · b5 белый слон · d5 чёрный конь · d4 белая пешка · e4 чёрная пешка · g4 белая пешка · e3 белый слон · h3 белая пешка · a2 белая пешка · b2 белая пешка · f2 белая пешка · c1 белая ладья · g1 белый король | a8 белый ферзь · g8 чёрный король · e7 чёрная ладья · f7 чёрная пешка · h7 чёрная пешка · b6 чёрная пешка · d6 чёрный ферзь · f6 чёрный слон · g6 чёрная пешка · b5 белый слон · d5 чёрный конь · d4 белая пешка · e4 чёрная пешка · g4 белая пешка · e3 белый слон · h3 белая пешка · a2 белая пешка · b2 белая пешка · f2 белая пешка · c1 белая ладья · g1 белый король | a8 белый ферзь · g8 чёрный король · e7 чёрная ладья · f7 чёрная пешка · h7 чёрная пешка · b6 чёрная пешка · d6 чёрный ферзь · f6 чёрный слон · g6 чёрная пешка · b5 белый слон · d5 чёрный конь · d4 белая пешка · e4 чёрная пешка · g4 белая пешка · e3 белый слон · h3 белая пешка · a2 белая пешка · b2 белая пешка · f2 белая пешка · c1 белая ладья · g1 белый король | a8 белый ферзь · g8 чёрный король · e7 чёрная ладья · f7 чёрная пешка · h7 чёрная пешка · b6 чёрная пешка · d6 чёрный ферзь · f6 чёрный слон · g6 чёрная пешка · b5 белый слон · d5 чёрный конь · d4 белая пешка · e4 чёрная пешка · g4 белая пешка · e3 белый слон · h3 белая пешка · a2 белая пешка · b2 белая пешка · f2 белая пешка · c1 белая ладья · g1 белый король | a8 белый ферзь · g8 чёрный король · e7 чёрная ладья · f7 чёрная пешка · h7 чёрная пешка · b6 чёрная пешка · d6 чёрный ферзь · f6 чёрный слон · g6 чёрная пешка · b5 белый слон · d5 чёрный конь · d4 белая пешка · e4 чёрная пешка · g4 белая пешка · e3 белый слон · h3 белая пешка · a2 белая пешка · b2 белая пешка · f2 белая пешка · c1 белая ладья · g1 белый король | a8 белый ферзь · g8 чёрный король · e7 чёрная ладья · f7 чёрная пешка · h7 чёрная пешка · b6 чёрная пешка · d6 чёрный ферзь · f6 чёрный слон · g6 чёрная пешка · b5 белый слон · d5 чёрный конь · d4 белая пешка · e4 чёрная пешка · g4 белая пешка · e3 белый слон · h3 белая пешка · a2 белая пешка · b2 белая пешка · f2 белая пешка · c1 белая ладья · g1 белый король | 6 |
| 5 | a8 белый ферзь · g8 чёрный король · e7 чёрная ладья · f7 чёрная пешка · h7 чёрная пешка · b6 чёрная пешка · d6 чёрный ферзь · f6 чёрный слон · g6 чёрная пешка · b5 белый слон · d5 чёрный конь · d4 белая пешка · e4 чёрная пешка · g4 белая пешка · e3 белый слон · h3 белая пешка · a2 белая пешка · b2 белая пешка · f2 белая пешка · c1 белая ладья · g1 белый король | a8 белый ферзь · g8 чёрный король · e7 чёрная ладья · f7 чёрная пешка · h7 чёрная пешка · b6 чёрная пешка · d6 чёрный ферзь · f6 чёрный слон · g6 чёрная пешка · b5 белый слон · d5 чёрный конь · d4 белая пешка · e4 чёрная пешка · g4 белая пешка · e3 белый слон · h3 белая пешка · a2 белая пешка · b2 белая пешка · f2 белая пешка · c1 белая ладья · g1 белый король | a8 белый ферзь · g8 чёрный король · e7 чёрная ладья · f7 чёрная пешка · h7 чёрная пешка · b6 чёрная пешка · d6 чёрный ферзь · f6 чёрный слон · g6 чёрная пешка · b5 белый слон · d5 чёрный конь · d4 белая пешка · e4 чёрная пешка · g4 белая пешка · e3 белый слон · h3 белая пешка · a2 белая пешка · b2 белая пешка · f2 белая пешка · c1 белая ладья · g1 белый король | a8 белый ферзь · g8 чёрный король · e7 чёрная ладья · f7 чёрная пешка · h7 чёрная пешка · b6 чёрная пешка · d6 чёрный ферзь · f6 чёрный слон · g6 чёрная пешка · b5 белый слон · d5 чёрный конь · d4 белая пешка · e4 чёрная пешка · g4 белая пешка · e3 белый слон · h3 белая пешка · a2 белая пешка · b2 белая пешка · f2 белая пешка · c1 белая ладья · g1 белый король | a8 белый ферзь · g8 чёрный король · e7 чёрная ладья · f7 чёрная пешка · h7 чёрная пешка · b6 чёрная пешка · d6 чёрный ферзь · f6 чёрный слон · g6 чёрная пешка · b5 белый слон · d5 чёрный конь · d4 белая пешка · e4 чёрная пешка · g4 белая пешка · e3 белый слон · h3 белая пешка · a2 белая пешка · b2 белая пешка · f2 белая пешка · c1 белая ладья · g1 белый король | a8 белый ферзь · g8 чёрный король · e7 чёрная ладья · f7 чёрная пешка · h7 чёрная пешка · b6 чёрная пешка · d6 чёрный ферзь · f6 чёрный слон · g6 чёрная пешка · b5 белый слон · d5 чёрный конь · d4 белая пешка · e4 чёрная пешка · g4 белая пешка · e3 белый слон · h3 белая пешка · a2 белая пешка · b2 белая пешка · f2 белая пешка · c1 белая ладья · g1 белый король | a8 белый ферзь · g8 чёрный король · e7 чёрная ладья · f7 чёрная пешка · h7 чёрная пешка · b6 чёрная пешка · d6 чёрный ферзь · f6 чёрный слон · g6 чёрная пешка · b5 белый слон · d5 чёрный конь · d4 белая пешка · e4 чёрная пешка · g4 белая пешка · e3 белый слон · h3 белая пешка · a2 белая пешка · b2 белая пешка · f2 белая пешка · c1 белая ладья · g1 белый король | a8 белый ферзь · g8 чёрный король · e7 чёрная ладья · f7 чёрная пешка · h7 чёрная пешка · b6 чёрная пешка · d6 чёрный ферзь · f6 чёрный слон · g6 чёрная пешка · b5 белый слон · d5 чёрный конь · d4 белая пешка · e4 чёрная пешка · g4 белая пешка · e3 белый слон · h3 белая пешка · a2 белая пешка · b2 белая пешка · f2 белая пешка · c1 белая ладья · g1 белый король | 5 |
| 4 | a8 белый ферзь · g8 чёрный король · e7 чёрная ладья · f7 чёрная пешка · h7 чёрная пешка · b6 чёрная пешка · d6 чёрный ферзь · f6 чёрный слон · g6 чёрная пешка · b5 белый слон · d5 чёрный конь · d4 белая пешка · e4 чёрная пешка · g4 белая пешка · e3 белый слон · h3 белая пешка · a2 белая пешка · b2 белая пешка · f2 белая пешка · c1 белая ладья · g1 белый король | a8 белый ферзь · g8 чёрный король · e7 чёрная ладья · f7 чёрная пешка · h7 чёрная пешка · b6 чёрная пешка · d6 чёрный ферзь · f6 чёрный слон · g6 чёрная пешка · b5 белый слон · d5 чёрный конь · d4 белая пешка · e4 чёрная пешка · g4 белая пешка · e3 белый слон · h3 белая пешка · a2 белая пешка · b2 белая пешка · f2 белая пешка · c1 белая ладья · g1 белый король | a8 белый ферзь · g8 чёрный король · e7 чёрная ладья · f7 чёрная пешка · h7 чёрная пешка · b6 чёрная пешка · d6 чёрный ферзь · f6 чёрный слон · g6 чёрная пешка · b5 белый слон · d5 чёрный конь · d4 белая пешка · e4 чёрная пешка · g4 белая пешка · e3 белый слон · h3 белая пешка · a2 белая пешка · b2 белая пешка · f2 белая пешка · c1 белая ладья · g1 белый король | a8 белый ферзь · g8 чёрный король · e7 чёрная ладья · f7 чёрная пешка · h7 чёрная пешка · b6 чёрная пешка · d6 чёрный ферзь · f6 чёрный слон · g6 чёрная пешка · b5 белый слон · d5 чёрный конь · d4 белая пешка · e4 чёрная пешка · g4 белая пешка · e3 белый слон · h3 белая пешка · a2 белая пешка · b2 белая пешка · f2 белая пешка · c1 белая ладья · g1 белый король | a8 белый ферзь · g8 чёрный король · e7 чёрная ладья · f7 чёрная пешка · h7 чёрная пешка · b6 чёрная пешка · d6 чёрный ферзь · f6 чёрный слон · g6 чёрная пешка · b5 белый слон · d5 чёрный конь · d4 белая пешка · e4 чёрная пешка · g4 белая пешка · e3 белый слон · h3 белая пешка · a2 белая пешка · b2 белая пешка · f2 белая пешка · c1 белая ладья · g1 белый король | a8 белый ферзь · g8 чёрный король · e7 чёрная ладья · f7 чёрная пешка · h7 чёрная пешка · b6 чёрная пешка · d6 чёрный ферзь · f6 чёрный слон · g6 чёрная пешка · b5 белый слон · d5 чёрный конь · d4 белая пешка · e4 чёрная пешка · g4 белая пешка · e3 белый слон · h3 белая пешка · a2 белая пешка · b2 белая пешка · f2 белая пешка · c1 белая ладья · g1 белый король | a8 белый ферзь · g8 чёрный король · e7 чёрная ладья · f7 чёрная пешка · h7 чёрная пешка · b6 чёрная пешка · d6 чёрный ферзь · f6 чёрный слон · g6 чёрная пешка · b5 белый слон · d5 чёрный конь · d4 белая пешка · e4 чёрная пешка · g4 белая пешка · e3 белый слон · h3 белая пешка · a2 белая пешка · b2 белая пешка · f2 белая пешка · c1 белая ладья · g1 белый король | a8 белый ферзь · g8 чёрный король · e7 чёрная ладья · f7 чёрная пешка · h7 чёрная пешка · b6 чёрная пешка · d6 чёрный ферзь · f6 чёрный слон · g6 чёрная пешка · b5 белый слон · d5 чёрный конь · d4 белая пешка · e4 чёрная пешка · g4 белая пешка · e3 белый слон · h3 белая пешка · a2 белая пешка · b2 белая пешка · f2 белая пешка · c1 белая ладья · g1 белый король | 4 |
| 3 | a8 белый ферзь · g8 чёрный король · e7 чёрная ладья · f7 чёрная пешка · h7 чёрная пешка · b6 чёрная пешка · d6 чёрный ферзь · f6 чёрный слон · g6 чёрная пешка · b5 белый слон · d5 чёрный конь · d4 белая пешка · e4 чёрная пешка · g4 белая пешка · e3 белый слон · h3 белая пешка · a2 белая пешка · b2 белая пешка · f2 белая пешка · c1 белая ладья · g1 белый король | a8 белый ферзь · g8 чёрный король · e7 чёрная ладья · f7 чёрная пешка · h7 чёрная пешка · b6 чёрная пешка · d6 чёрный ферзь · f6 чёрный слон · g6 чёрная пешка · b5 белый слон · d5 чёрный конь · d4 белая пешка · e4 чёрная пешка · g4 белая пешка · e3 белый слон · h3 белая пешка · a2 белая пешка · b2 белая пешка · f2 белая пешка · c1 белая ладья · g1 белый король | a8 белый ферзь · g8 чёрный король · e7 чёрная ладья · f7 чёрная пешка · h7 чёрная пешка · b6 чёрная пешка · d6 чёрный ферзь · f6 чёрный слон · g6 чёрная пешка · b5 белый слон · d5 чёрный конь · d4 белая пешка · e4 чёрная пешка · g4 белая пешка · e3 белый слон · h3 белая пешка · a2 белая пешка · b2 белая пешка · f2 белая пешка · c1 белая ладья · g1 белый король | a8 белый ферзь · g8 чёрный король · e7 чёрная ладья · f7 чёрная пешка · h7 чёрная пешка · b6 чёрная пешка · d6 чёрный ферзь · f6 чёрный слон · g6 чёрная пешка · b5 белый слон · d5 чёрный конь · d4 белая пешка · e4 чёрная пешка · g4 белая пешка · e3 белый слон · h3 белая пешка · a2 белая пешка · b2 белая пешка · f2 белая пешка · c1 белая ладья · g1 белый король | a8 белый ферзь · g8 чёрный король · e7 чёрная ладья · f7 чёрная пешка · h7 чёрная пешка · b6 чёрная пешка · d6 чёрный ферзь · f6 чёрный слон · g6 чёрная пешка · b5 белый слон · d5 чёрный конь · d4 белая пешка · e4 чёрная пешка · g4 белая пешка · e3 белый слон · h3 белая пешка · a2 белая пешка · b2 белая пешка · f2 белая пешка · c1 белая ладья · g1 белый король | a8 белый ферзь · g8 чёрный король · e7 чёрная ладья · f7 чёрная пешка · h7 чёрная пешка · b6 чёрная пешка · d6 чёрный ферзь · f6 чёрный слон · g6 чёрная пешка · b5 белый слон · d5 чёрный конь · d4 белая пешка · e4 чёрная пешка · g4 белая пешка · e3 белый слон · h3 белая пешка · a2 белая пешка · b2 белая пешка · f2 белая пешка · c1 белая ладья · g1 белый король | a8 белый ферзь · g8 чёрный король · e7 чёрная ладья · f7 чёрная пешка · h7 чёрная пешка · b6 чёрная пешка · d6 чёрный ферзь · f6 чёрный слон · g6 чёрная пешка · b5 белый слон · d5 чёрный конь · d4 белая пешка · e4 чёрная пешка · g4 белая пешка · e3 белый слон · h3 белая пешка · a2 белая пешка · b2 белая пешка · f2 белая пешка · c1 белая ладья · g1 белый король | a8 белый ферзь · g8 чёрный король · e7 чёрная ладья · f7 чёрная пешка · h7 чёрная пешка · b6 чёрная пешка · d6 чёрный ферзь · f6 чёрный слон · g6 чёрная пешка · b5 белый слон · d5 чёрный конь · d4 белая пешка · e4 чёрная пешка · g4 белая пешка · e3 белый слон · h3 белая пешка · a2 белая пешка · b2 белая пешка · f2 белая пешка · c1 белая ладья · g1 белый король | 3 |
| 2 | a8 белый ферзь · g8 чёрный король · e7 чёрная ладья · f7 чёрная пешка · h7 чёрная пешка · b6 чёрная пешка · d6 чёрный ферзь · f6 чёрный слон · g6 чёрная пешка · b5 белый слон · d5 чёрный конь · d4 белая пешка · e4 чёрная пешка · g4 белая пешка · e3 белый слон · h3 белая пешка · a2 белая пешка · b2 белая пешка · f2 белая пешка · c1 белая ладья · g1 белый король | a8 белый ферзь · g8 чёрный король · e7 чёрная ладья · f7 чёрная пешка · h7 чёрная пешка · b6 чёрная пешка · d6 чёрный ферзь · f6 чёрный слон · g6 чёрная пешка · b5 белый слон · d5 чёрный конь · d4 белая пешка · e4 чёрная пешка · g4 белая пешка · e3 белый слон · h3 белая пешка · a2 белая пешка · b2 белая пешка · f2 белая пешка · c1 белая ладья · g1 белый король | a8 белый ферзь · g8 чёрный король · e7 чёрная ладья · f7 чёрная пешка · h7 чёрная пешка · b6 чёрная пешка · d6 чёрный ферзь · f6 чёрный слон · g6 чёрная пешка · b5 белый слон · d5 чёрный конь · d4 белая пешка · e4 чёрная пешка · g4 белая пешка · e3 белый слон · h3 белая пешка · a2 белая пешка · b2 белая пешка · f2 белая пешка · c1 белая ладья · g1 белый король | a8 белый ферзь · g8 чёрный король · e7 чёрная ладья · f7 чёрная пешка · h7 чёрная пешка · b6 чёрная пешка · d6 чёрный ферзь · f6 чёрный слон · g6 чёрная пешка · b5 белый слон · d5 чёрный конь · d4 белая пешка · e4 чёрная пешка · g4 белая пешка · e3 белый слон · h3 белая пешка · a2 белая пешка · b2 белая пешка · f2 белая пешка · c1 белая ладья · g1 белый король | a8 белый ферзь · g8 чёрный король · e7 чёрная ладья · f7 чёрная пешка · h7 чёрная пешка · b6 чёрная пешка · d6 чёрный ферзь · f6 чёрный слон · g6 чёрная пешка · b5 белый слон · d5 чёрный конь · d4 белая пешка · e4 чёрная пешка · g4 белая пешка · e3 белый слон · h3 белая пешка · a2 белая пешка · b2 белая пешка · f2 белая пешка · c1 белая ладья · g1 белый король | a8 белый ферзь · g8 чёрный король · e7 чёрная ладья · f7 чёрная пешка · h7 чёрная пешка · b6 чёрная пешка · d6 чёрный ферзь · f6 чёрный слон · g6 чёрная пешка · b5 белый слон · d5 чёрный конь · d4 белая пешка · e4 чёрная пешка · g4 белая пешка · e3 белый слон · h3 белая пешка · a2 белая пешка · b2 белая пешка · f2 белая пешка · c1 белая ладья · g1 белый король | a8 белый ферзь · g8 чёрный король · e7 чёрная ладья · f7 чёрная пешка · h7 чёрная пешка · b6 чёрная пешка · d6 чёрный ферзь · f6 чёрный слон · g6 чёрная пешка · b5 белый слон · d5 чёрный конь · d4 белая пешка · e4 чёрная пешка · g4 белая пешка · e3 белый слон · h3 белая пешка · a2 белая пешка · b2 белая пешка · f2 белая пешка · c1 белая ладья · g1 белый король | a8 белый ферзь · g8 чёрный король · e7 чёрная ладья · f7 чёрная пешка · h7 чёрная пешка · b6 чёрная пешка · d6 чёрный ферзь · f6 чёрный слон · g6 чёрная пешка · b5 белый слон · d5 чёрный конь · d4 белая пешка · e4 чёрная пешка · g4 белая пешка · e3 белый слон · h3 белая пешка · a2 белая пешка · b2 белая пешка · f2 белая пешка · c1 белая ладья · g1 белый король | 2 |
| 1 | a8 белый ферзь · g8 чёрный король · e7 чёрная ладья · f7 чёрная пешка · h7 чёрная пешка · b6 чёрная пешка · d6 чёрный ферзь · f6 чёрный слон · g6 чёрная пешка · b5 белый слон · d5 чёрный конь · d4 белая пешка · e4 чёрная пешка · g4 белая пешка · e3 белый слон · h3 белая пешка · a2 белая пешка · b2 белая пешка · f2 белая пешка · c1 белая ладья · g1 белый король | a8 белый ферзь · g8 чёрный король · e7 чёрная ладья · f7 чёрная пешка · h7 чёрная пешка · b6 чёрная пешка · d6 чёрный ферзь · f6 чёрный слон · g6 чёрная пешка · b5 белый слон · d5 чёрный конь · d4 белая пешка · e4 чёрная пешка · g4 белая пешка · e3 белый слон · h3 белая пешка · a2 белая пешка · b2 белая пешка · f2 белая пешка · c1 белая ладья · g1 белый король | a8 белый ферзь · g8 чёрный король · e7 чёрная ладья · f7 чёрная пешка · h7 чёрная пешка · b6 чёрная пешка · d6 чёрный ферзь · f6 чёрный слон · g6 чёрная пешка · b5 белый слон · d5 чёрный конь · d4 белая пешка · e4 чёрная пешка · g4 белая пешка · e3 белый слон · h3 белая пешка · a2 белая пешка · b2 белая пешка · f2 белая пешка · c1 белая ладья · g1 белый король | a8 белый ферзь · g8 чёрный король · e7 чёрная ладья · f7 чёрная пешка · h7 чёрная пешка · b6 чёрная пешка · d6 чёрный ферзь · f6 чёрный слон · g6 чёрная пешка · b5 белый слон · d5 чёрный конь · d4 белая пешка · e4 чёрная пешка · g4 белая пешка · e3 белый слон · h3 белая пешка · a2 белая пешка · b2 белая пешка · f2 белая пешка · c1 белая ладья · g1 белый король | a8 белый ферзь · g8 чёрный король · e7 чёрная ладья · f7 чёрная пешка · h7 чёрная пешка · b6 чёрная пешка · d6 чёрный ферзь · f6 чёрный слон · g6 чёрная пешка · b5 белый слон · d5 чёрный конь · d4 белая пешка · e4 чёрная пешка · g4 белая пешка · e3 белый слон · h3 белая пешка · a2 белая пешка · b2 белая пешка · f2 белая пешка · c1 белая ладья · g1 белый король | a8 белый ферзь · g8 чёрный король · e7 чёрная ладья · f7 чёрная пешка · h7 чёрная пешка · b6 чёрная пешка · d6 чёрный ферзь · f6 чёрный слон · g6 чёрная пешка · b5 белый слон · d5 чёрный конь · d4 белая пешка · e4 чёрная пешка · g4 белая пешка · e3 белый слон · h3 белая пешка · a2 белая пешка · b2 белая пешка · f2 белая пешка · c1 белая ладья · g1 белый король | a8 белый ферзь · g8 чёрный король · e7 чёрная ладья · f7 чёрная пешка · h7 чёрная пешка · b6 чёрная пешка · d6 чёрный ферзь · f6 чёрный слон · g6 чёрная пешка · b5 белый слон · d5 чёрный конь · d4 белая пешка · e4 чёрная пешка · g4 белая пешка · e3 белый слон · h3 белая пешка · a2 белая пешка · b2 белая пешка · f2 белая пешка · c1 белая ладья · g1 белый король | a8 белый ферзь · g8 чёрный король · e7 чёрная ладья · f7 чёрная пешка · h7 чёрная пешка · b6 чёрная пешка · d6 чёрный ферзь · f6 чёрный слон · g6 чёрная пешка · b5 белый слон · d5 чёрный конь · d4 белая пешка · e4 чёрная пешка · g4 белая пешка · e3 белый слон · h3 белая пешка · a2 белая пешка · b2 белая пешка · f2 белая пешка · c1 белая ладья · g1 белый король | 1 |
|   | a | b | c | d | e | f | g | h |   |

«Каисса» — шахматная программа, разработанная в СССР в 1960-х годах, названа по имени вымышленной богини шахмат Каиссы. В августе 1974 года программа стала первым чемпионом мира по шахматам среди компьютерных программ.

## История
Непосредственным предшественником «Каиссы» была программа, созданная в Институте теоретической и экспериментальной физики (ИТЭФ) в 1966 году. Программа ИТЭФ была одной из первых полнофункциональных шахматных программ, написанных в СССР (ещё одна шахматная программа примерно в это же время была создана в Математическом институте имени Стеклова АН СССР под руководством Шуры-Буры). Ранее в СССР уже создавались программы, способные разыгрывать определённые позиции из шахматных партий, но ни одна из них не являлась полноценной программой для игры в шахматы.
Разработка шахматной программы ИТЭФ для машины М-20 началась в 1960-х годах. Созданием программы занимались Арлазаров, Адельсон-Вельский, Усков под общим руководством А. С. Кронрода. В 1967 году в матче из четырёх партий программа ИТЭФ обыграла шахматную программу Стэнфордского университета со счётом 3-1. По оценкам гроссмейстеров, игравших с программой, она играла в силу третьего шахматного разряда. В начале 1970-х годов на основе исходных текстов программы ИТЭФ началось создание новой шахматной программы, получившей название «Каисса».
Программа «Каисса» была создана в 1971 году сотрудниками Института проблем управления АН СССР Георгием Адельсон-Вельским, Владимиром Арлазаровым, и Михаилом Донским. Непосредственно над программой работали А. Битман, А. Бараев, А. Усков, А. Леман, М. Розенфельд. В 1972 году программа выступила в матче по переписке с читателями газеты «Комсомольская правда». Матч состоял из двух партий и был выигран читателями со счетом 1,5 на 0,5.
На 1-м Чемпионате мира по шахматам среди компьютерных программ в августе 1974 года в Стокгольме (Швеция) «Каисса» выиграла все четыре партии и стала первым чемпионом мира среди шахматных программ, обогнав программы «Chess 4», «Chaos» и «Ribbit», набравших по 3 очка. В первенстве приняли участие 13 машин из 8 стран мира, передававшие свои ходы в зал проведения первенства оператору по телефону. Турнир проводился пять вечеров в концертном зале отеля «Биргер яарл». Одновременно велось шесть партий. Разрешалось брать 30-минутный перерыв на устранение технических неполадок. Оператором по регламенту выступал автор программы или один из авторов, если их было несколько. Оператором в Стокгольме был Донской, а оператором в Москве — Арлазаров. «Каиссе» была вручена золотая медаль чемпиона мира среди шахматных программ. Медаль вручали президент ИФИП австралийский учёный Земанек и английский издатель Максвелл, на чьи деньги была сделана из чистого золота 110-граммовая медаль. Вручая медаль, Максвелл назвал авторов «Каиссы» первыми обладателями медали, из-за чего все корреспонденты сочли этот трофей переходящим. Однако потом Земанек официально объявил, что медаль вручена советским учёным навечно.
Организаторы турнира остались недовольны только тем, что лучшие программы турнира — «Каисса» и «Chess 4» — не сыграли друг с другом, поэтому после чемпионата «Каисса» и «Chess 4» сыграли партию, закончившуюся ничьей.
Успех «Каиссы» может быть объяснён многими заложенными в неё новшествами. В частности, программа имела дебютную книгу на 10000 ходов, использовала новый алгоритм отсечения позиций и впервые использовала побитовое представление доски. Также она могла производить анализ во время хода соперника, использовала эвристику нулевого хода и сложные алгоритмы для управления временем. В дальнейшем все эти новшества стали широко использоваться в шахматных программах. Программа была написана на ассемблере, работала на британской ЭВМ ICL System 4/70 (64-разрядный процессор, память — 24000 байтов, быстродействие — 900 тыс. инструкций в секунду) и анализировала 200 позиций в секунду.
В августе 1968 года шотландский шахматист Дэвид Леви поспорил на 1250 фунтов стерлингов с ведущими специалистами по искусственному интеллекту, что в течение десяти лет ни одна машина не сможет обыграть его в шахматы. 17 декабря 1977 года Дэвид играл с «Каиссой» и выиграл первую партию, после чего матч решили не продолжать.
2-й Чемпионат мира прошёл в 1977 году в Торонто (Канада), и начался с неожиданного события. «Каисса», игравшая чёрными (см. диаграмму справа), отдала ладью ходом 34…Лe8? и проиграла. После того, как очевидный ход 34…Крg7 был введён в программу, «Каисса» объяснила свой «зевок» следующим вариантом: 34…Крg7 35.Фf8+!! Кр: f8 36.Сh6+ Сg7 37.Лc8+ и мат в два хода. Никто из шахматистов, присутствовавших на матче, эту комбинацию не обнаружил. В результате проигрыша «Каисса» разделила 2—3 места с программой Duchess. Победила в чемпионате программа Chess 4.
На 3-м Чемпионате мира в сентябре 1980 года в Линце (Австрия) «Каисса» разделила с пятью другими программами 6—11 места, или, по версии одного из её авторов, 4—7 места. Всего в чемпионате участвовали 18 программ. Правительство приняло решение прекратить работу над программой, поскольку время программистов лучше посвятить работе над практически полезными проектами.
В 1990 году версия программы «Каисса» для IBM PC заняла 4-е место на шахматной олимпиаде в Лондоне.